# Limehouse Nights

Limehouse Nights est un recueil de nouvelles écrites par l'écrivain britannique Thomas Burke (en) et parues en 1916.

## Contenu
Les différentes histoires se déroulent toutes dans et autour du quartier chinois de Limehouse situé dans l'East End de Londres. Le recueil contient plusieurs des nouvelles les plus connues de Burke telles que The Chink and the Child et Beryl and the Croucher. L'ouvrage connaît immédiatement un grand succès populaire.

### Les nouvelles
1. The Chink and the Child
2. The Father of Yoto
3. Gracie Goodnight
4. The Paw
5. The Cue
6. Beryl, the Croucher and the Rest of England
7. The Sign of the Lamp
8. Tai Fu and Pansy Greers
9. The Bird
10. Gina of the Chinatown
11. The Knight-Errant
12. The Gorilla and the Girl
13. Ding-Dong-Dell
14. Old Joe

## Adaptations cinématographiques
- The Chink and the Child a été adapté en 1919 dans le film Le Lys brisé (titre original anglais : Broken Blossoms) réalisé par D.W. Griffith et dans un remake en 1936 du réalisateur allemand John Brahm.
- Beryl and the Croucher (en) a été filmé en 1949 sous le titre No Way Back
5999 (en), cependant l'action est située dans le East End contemporain. La production prend part dans le cycle de films réalisés dans les années qui ont suivi la Seconde Guerre mondiale (cycle de films « spiv » (en)).